# 阿唐维尔
阿唐维尔（法語：Hattenville，法語發音：[atɑ̃vil]）是法国滨海塞纳省的一个市镇，属于勒阿弗尔区。

## 地理
阿唐维尔（49°39'10"N, 0°32'15"E）面积9.32 平方千米，位于法国诺曼底大区滨海塞纳省，该省份为法国北部沿海省份，其西部及北部濒大西洋英吉利海峡，东起顺时针与索姆省、瓦兹省、厄尔省和卡爾瓦多斯省接壤。
与阿唐维尔接壤的市镇（或旧市镇、城区）包括：鲁维尔、托克维尔莱米尔、特雷莫维尔、耶布勒龙、伊普勒维尔-比维尔、泰尔德科。

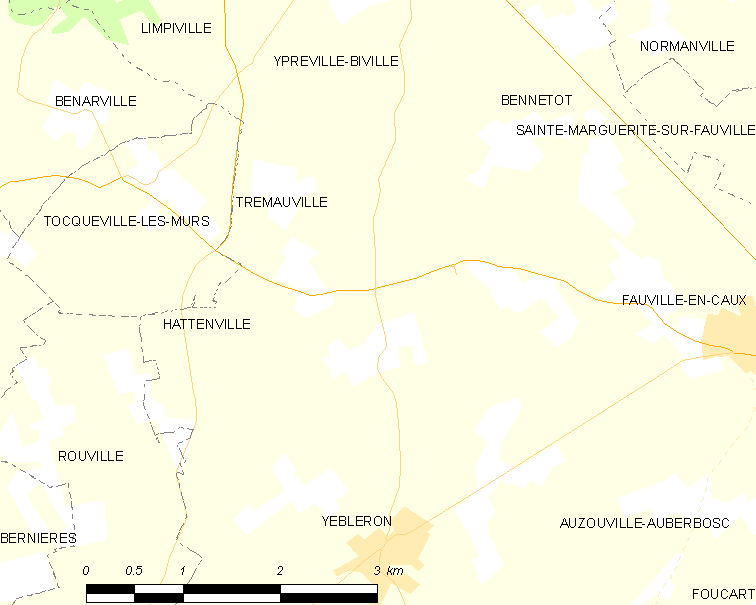
阿唐维尔的OSM定位图

阿唐维尔的时区为UTC+01:00、UTC+02:00（夏令时）。

## 行政
阿唐维尔的邮政编码为76640，INSEE市镇编码为76342。

## 政治
阿唐维尔所属的省级选区为科地区圣瓦勒里县。

## 人口

1962-2008年间阿唐维尔人口变化图示

阿唐维尔于2022年1月1日时的人口数量为707人。